# Почётный знак «За заботу о немецком народе»
Почётный знак «За заботу о немецком народе» (нем. Ehrenzeichen für deutsche Volkspflege) — немецкая награда, учреждённая указом Адольфа Гитлера 1 мая 1939 года. Заменил почётный знак Немецкого Красного Креста, который с того момента больше не вручался.

## Статут
Знак предназначался для награждения немецких и иностранных граждан, работавших в сфере общественного обеспечения, оказания помощи в зимнее время, ухода за больными и ранеными в мирное и военное время, спасательной службы, уход и заботу о немецком народе.
Награда имела 4 степени и один особый класс:
- I степень, особая (четырёхконечная нагрудная звезда)
- I степени (нашейное украшение)
- II степень (штекерный крест)
- III степень (медаль на ленте)
- Медаль «За заботу о немецком народе»

Примечательным в отношении данной награды является факт, что и медаль, и другие знаки отличия возвращались в канцелярию ордена при присуждении более высокой степени. Не допускалось и совместное ношение со знаком Немецкого Красного Креста, полученным ранее. Однако, в случае смерти кавалера, знак оставался у его выживших родственников в память.
Запрос о награждении передавался главой президентской канцелярии на рассмотрение Гитлеру, который и принимал решение. Награждаемые орденом или медалью получали и почётную грамоту, подписанную главой президентской канцелярии Отто Мейснером.

## Описание
Дизайн награды разработал профессор Ричард Кляйн. Знаком отличия ордена был равнобедренный балтийский крест, покрытый белой эмалью и в золотой оправе, в центре которого находился государственный герб Германии. Имперский орел был покрыт чёрной эмалью и держал в когтях перевёрнутую свастику, окружённую золотым венком из дубовых листьев. Реверс I и II степеней был покрыт белой эмалью. Лента была красной, с белыми полосами по краям.
Знак I степени шириной 52 мм носился на шее на ленте шириной 56 мм. Знак II степени, также шириной 52 мм, был выполнен в виде креста без ленты и носился на левой стороне груди. Знак III степени было длиной 40 мм и носилось на ленте шириной 30 мм на левой стороне груди.
Медаль была круглой, изготавливалась из посеребрённой бронзы или цинка и была диаметром 38 мм. На аверсе было изображение знаков I—III степеней, а на реверсе — надпись в три строчки: «Medaille/für deutsche/Volkspflege» (Медаль «За заботу о немецком народе»). Носилась на левой стороне груди на ленте шириной 30 мм.